# ライモンド・モンテクッコリ (軽巡洋艦)
ライモンド・モンテクッコリ (イタリア語: Raimondo Montecuccoli) は、イタリア海軍の軽巡洋艦。ライモンド・モンテクッコリ級の1番艦（ネームシップ）。艦名は17世紀にオーストリアで転戦したイタリア人の将軍ライモンド・モンテクッコリにちなむ。前級と異なり二重円筒構造の塔型艦橋をもち、航空兵装を艦中央部に移している。日中戦争では上海に派遣され、その際に大日本帝国を訪問した。第二次世界大戦終結後の講和条約でも、保有を許され、練習艦としても運用された。1964年まで在籍していた。

## 艦歴

### イタリア参戦まで
イタリア王国の王立海軍が建造したライモンド・モンテクッコリ級軽巡洋艦の1番艦で、コンドッチェリ型（傭兵隊長型）の第3グループである。姉妹艦はムツィオ・アッテンドーロ (Muzio Attendolo) 。ライモンド・モンテクッコリは1930年計画で建造が承認され、1931年（昭和6年）10月1日にアンサルドジェノバ造船所で起工した。1934年（昭和9年）8月2日に進水する。1935年（昭和10年）6月30日に就役した。
イタリア王国は中華民国の数か所に租界をもうけており、天津市のイタリア租界や上海共同租界 (Concessione internazionale di Shanghai) などを防衛するためにサンマルコ海兵隊が配備され、またイタリア海軍の艦艇も配置していた（中国におけるイタリア租界、租借地）。
1937年（昭和12年）8月13日、第二次上海事変が発生した。中華民国空軍の上海爆撃では、上海共同租界でも民間人に多数の死者が出る。北支事変は全面戦争に発展した。イタリア政府は権益保護のため派兵を決定し、更に中国大陸へ巡洋艦を派遣する。「ライモンド・モンテクッコリ」は陸戦隊をのせ、同年8月27日にナポリを発し、9月10日にシンガポール寄港、9月15日になり上海に到着した。亀井文夫が監督した記録映画『上海 -支那事変後方記録-』には、上海に停泊する「ライモンド・モンテクッコリ」やアメリカ重巡「オーガスタ」（合衆国アジア艦隊）の艦影が収められている。上海をめぐる戦闘では、碇泊中の本艦が至近弾を浴びることもあった。
1938年（昭和13年）3月、イタリアは日伊友好のため軍艦を派遣することにした。
3月31日、日本海軍の長谷川清支那方面艦隊司令長官は、ザラ艦長などを黄浦江に停泊する旗艦「出雲」に招いて歓待した。
4月、「ライモンド・モンテクッコリ」（イタリア極東艦隊旗艦）は日本への親善航海をおこなう。
4月2日、長崎港に到着した。
その後、別府港、神戸港に寄港。
18日、ラインモンド・モンテクッコリ（艦長アルベルト・ダ・ザラ大佐）は、儀礼艦の敷設艦「厳島」に出迎えられ、横浜港に入港した。
19日、モンテクッコリ艦長や副長は皇居を訪問し、昭和天皇に拝謁した。22日、海軍省の大臣室でザラ艦長に勲三等瑞宝章が授与される。乗組員は東京見物や民間人との交流をおこない、日伊親善につとめた。
4月29日、本艦は横浜を出発した
5月初旬、青森を出発して中国大陸にむかった。
8月9日、仁川港に入港する。ザーラ艦長は朝鮮総督府を訪問し、南次郎総督や中村孝太郎陸軍大将（朝鮮軍司令官）と交流した。8月17日から18日まで、大連に寄港した。
9月29日、修理のため横浜港に入港する。10月下旬まで横浜に滞在した。またニューサウスウェールズ入植150周年に際してオーストラリアを訪問したこともある（本記事写真）。
「ライモンド・モンテクッコリ」は同年11月1日に上海を離れ、12月7日にナポリに戻った。

### 第二次世界大戦
1940年（昭和15年）6月10日、イタリア王国はイギリスとフランスに宣戦を布告し、枢軸国側にたって第二次世界大戦に参戦した。開戦と共にフランス海軍はヴァード作戦 (Opération Vado) を発動し、巡洋艦部隊によるイタリア本土の要港に対する艦砲射撃を実施する。トゥーロンを出撃したフランス艦隊は、15日にジェノヴァとサヴォーナを砲撃した。
その頃、イギリス地中海艦隊の根拠地アレクサンドリアを間借りしていたフランス艦隊のうち、重巡トゥールヴィル (Tourville) と重巡デュケーヌ (Duquesne) が同地を出撃してエーゲ海の強行偵察をおこなった。イタリア海軍はナポリから軽巡2隻（ライモンド・モンテクッコリ、バルトロメオ・コレオーニ）を出撃させ、仏重巡2隻の退路を断とうとしたという。だが両者とも遭遇せず、海戦にならなかった。
6月22日に独仏休戦協定が、24日にフランスとイタリア間でヴィラ・インチーサ休戦協定が結ばれて、フランスは事実上降伏した。
その後、地中海における枢軸国側の主敵はイギリスとなる。地中海攻防戦において、ライモンド・モンテクッコリはプンタ・スティロ海戦、第1次シルテ湾海戦、ハープーン作戦迎撃（6月中旬の海戦）などに参加した。
1942年（昭和17年）になると、マルタを巡る連合国軍と枢軸国軍の戦闘は激化した。同年6月、イギリス海軍はアレクサンドリアからマルタ島を目指すヴィガラス作戦と、ジブラルタルからマルタ島を目指すハープーン作戦（Operation Harpoon）を実施、二つの増援補給船団を編成した。ヴィガラス船団（地中海艦隊）邀撃にはクレタ島のドイツ空軍やヴィットリオ・ヴェネト級戦艦2隻を基幹とするイタリア海軍主力艦隊が投入され、本艦は僚艦と共にハープーン船団（H部隊）の攻撃にむかった。
イギリス軍のハープーン船団護衛部隊のうち、H部隊 (Force H) の戦艦や航空母艦はチュニジア北東部ボン岬半島で引き返したので、残りの船団は海と空からの枢軸国軍の攻撃に晒された。6月14日、パンテッレリーア島付近において伊軽巡2隻（エウジェニオ・ディ・サヴォイア、ライモンド・モンテクッコリ）と駆逐艦5隻は、既に枢軸軍空軍機に痛めつけられていた英軍輸送船団を攻撃した。これをパンテリア沖海戦と呼称する。連合国軍と枢軸国軍双方の航空攻撃が入り乱れるなかでの海戦となり、イタリア側は協同で英駆逐艦ベドウィン (HMS Bedouin) と油槽艦ケンタッキー (SS Kentucky) を撃沈、英駆逐艦パートリッジ (HMS Partridge，G30) を撃破した。また本艦の砲撃が英掃海艇ヘーベ (HMS Hebe，J24) に命中したという。イタリア側は伊駆逐艦ビバルディ (Ugolino Vivaldi) が損傷した。ハープーン船団のイギリス軍輸送船6隻のうち、マルタに辿り着いたのは2隻であった。
ヴィガラス作戦とハープーン作戦の双方に失敗したイギリス海軍は、ふたたび大輸送船団を編成した。ハープーン作戦と同様に、ジブラルタル経由でマルタを目指すペデスタル作戦である。イタリア海軍の水上艦隊は、重巡3隻（ゴリツィア、ボルツァーノ、トリエステ）、軽巡3隻（エウジェニオ・ディ・サヴォイア、ライモンド・モンテクッコリ、ムツィオ・アッテンドーロ）、駆逐艦多数という戦力で出撃した。だが8月13日に英潜水艦アンブロークンに雷撃される。重巡ボルツァーノ (Bolzano) が大破、軽巡ムツィオ・アッテンドーロ (Muzio Attendolo) が艦首を失った。連合国軍輸送船団は損害を受けながらもマルタに辿り着き、連合国軍は同島周辺の制空権を盤石なものとした。
同年12月4日、米軍機のナポリ空襲によってライモンド・モンテクッコリは大破し、死者は44人にのぼった。ライモンド・モンテクッコリは修理のためパレルモに回航された。その後、対空火器の強化がおこなわれた。

### 第二次世界大戦後
1943年（昭和18年）9月、イタリア王国は降伏した。イタリア海軍の大型艦の大部分は、連合国に引き渡される。イタリア軍の武装解除の後、イタリア艦籍に復帰する。第二世界大戦終結後、王政が廃止されてイタリア共和国が樹立した。パリ条約（講和条約）によりイタリア艦艇の何隻かは賠償艦として連合国陣営に引き渡されたが、本艦はイタリアに残された。その後、訓練艦として1964年まで在籍した。その後1972年に解体されたが、その一部が主砲等と共にペルージャ郊外のチッタ・デッラ・ドメニカに保存された。

### 注
1. ↑  1938年4月18日の日本訪問時は、艦長、副官、士官30、下士官88名、水兵454名[1]。
2. ↑  時速三八浬の新鋭巡洋艦　伊太利で進水[11]（二日ゼノア發）伊太利が建造中の六千噸級輕巡洋艦ライモンド、モンテクコリ號は進水した、本艦は百五二砲八門を装備し最急時速三十八海里を有する優秀なものである（記事おわり）
3. ↑  ジエノア【八・二六】[16]　イタリア政府は上海の事態險惡化に鑑みアヂスアペパ駐屯部隊に續いて更に第二艦隊第六戰隊所属輕巡洋艦モンテクツコリ號(五八五七噸)を上海に急派することゝなり同艦は艦長ダ・ザラ中佐以下乗組員七百名を載せ廿六日ジエノア出帆一路現地に急行した（記事おわり）
4. ↑  伊艦本日入港[18]　上海在留伊太利人保護の爲　本日伊太利巡洋艦ライモンド・モンテチューコリ號（七千噸）が入港、燃料補給の上午後三時　上海に向かつた、同艦は速力四〇ノツトを誇る精鋭で艦載機二機を有し高角砲二十二門、六吋砲八門を　装備してゐる／なほ明日はマカオに向ふ葡萄牙砲艦ゴンカロ・ベルホ號（千二百噸）も入港する（記事おわり）
5. ↑  出雲艦日伊交歡[23]（上海發）盟邦伊太利の親善使節團の訪日についでさらに伊太利極東艦隊旗艦ライモンド・モンテクツコーリ艦が櫻咲く日本を訪れることになつたので長谷川支那方面艦隊司令長官は三十一日午後一時半伊艦長らを黄浦江上の旗艦出雲艦上に招待「日伊防共兄弟」の力強い交歡を遂げた　同艦は四月一日上海發長崎別府に寄港して十日神戸に入港、同地で訪日使節團と落ち合ひ十七日横濱入港　帝都を訪問する豫定である（記事おわり）
6. ↑   海軍公報 第3297号 昭和13年3月28日(月)[24]〔 ○伊國巡洋艦「モンテクコツリー」來航豫定　地名 着 發／長崎 四月二日 四月五日／別府 七日 九日／神戸 十日 十七日／横濱 十八日 二十九日 〕、〔 海軍公報 第3299号 昭和13年3月30日(水) p.7／○正誤　三月二十八日本欄伊國巡洋艦來航豫定中艦名「モンテクコツリー」ハ「モンテクツコリー」ノ誤 〕
7. ↑  伊太利極東艦隊旗艦　帝都を公式訪問　十一日間日伊の交驩[25](東京十一日同盟)イタリー極東艦隊旗艦　公式訪問の重き使命をおびて海の訪日使節として。去る二日長崎に入港した新鋭巡洋艦ライモンド・モンテクツコリ號は來る十八日横濱港に入港、ダザーラ艦長以下帝都を訪問し十一日間に亘つて各方面の招待をうけ日支交驩を行ふこととなつたが、そのうち十九日は海相官邸で歡迎晩餐會　二十二日は水交社で伏見軍令部總長宮殿下の午餐會が催させられる。なほ我が海軍からは十七日より三日間横濱に儀禮艦一隻が派遣される筈だ。(記事おわり)
8. 1 2 3 4  9.外國艦船本邦沿岸出入一覧　昭和13年[26]〔 國名：伊國｜艦名：巡洋艦モンテクツコリー｜期間：（昭和13年）4-2　4-6｜寄港地名｜長崎 ／ 伊國｜〃（巡洋艦モンテクッコリー）｜4-7　4-9｜別府 ／ 伊國｜〃｜4-10　4-17｜神戸 ／ 伊國｜〃｜4-18　4-29｜横濱 ／ 伊國｜〃｜5-1　5-2｜青森 ／ 軍艦レパント｜8-2　8-7｜大連 〕〔 伊國｜軍艦レパント｜13-10-2｜横濱｜巡洋艦モンテクツコリー｜13-8-9　8-15｜仁川 ／ 伊國｜〃（巡洋艦モンテクッコリー）｜8-17　8-18｜大連 ／ 伊國｜〃｜9-29　10-22｜横濱 〕(以下略)
9. ↑  当時の三菱重工業長崎造船所では[27]、利根型重巡洋艦2隻（利根、筑摩）を建造していた[28]。
10. ↑  伊國極東艦隊　旗艦神戸へ入港[30]【大阪十日特報】去る二日朝帝國公式訪問の途長崎へ寄港した伊太利極東艦隊旗艦ライモンド、モンテクコリー號は途中別府訪問の後十日朝神戸に入港我が官民の熱烈なる歓迎を受けたが、なほパウリツチ侯以下親善使節團一行も大阪より來神して落ち合ひ久潤を叙した（記事おわり）
11. ↑  伊國極東艦隊旗艦　けさ横濱入港　日本朝野の大歡迎[32]【横濱十八日同盟】(中略）十八日午前九時横濱港外に颯爽と勇姿を現はし、わが海軍の儀禮艦嚴島と禮砲を交換しつゝ大歡迎の裡に岸壁に横着けとなつた（以下略）
12. ↑  当日の横浜港には、重巡洋艦高雄などが停泊していた[33]。高雄は浅野造船所に入渠しており、ライモンド・モンテクッコリの入港を見届けた[34]。また、本艦の横浜港到着と歓迎する民衆の映像が残っている。
13. ↑  ◎謁見[36]　伊國軍艦「ライモンド、モンテクッコリ」艦長海軍大佐アルベルト、ダ、ツァラ今般渡來ニ付敬意ヲ表スルタメ同艦副長海軍中佐サンテ、ボンディ ヲ從ヘ本邦駐箚同國特命全權大使ジァチント、アウリチ同伴同大使館附海軍武官 海軍大佐アルベルト、ゲー ト共ニ昨十九日午前十時三十分 天皇陛下ニ謁見仰付ケラレタリ
14. ↑  ザール艦長に賜＝謁　宮中に召され[37](東京十九日同盟)畏くも天皇陛下には十八日晴れ帝都を訪問した伊國極東艦隊モンテクツコリ號艦長ザール大佐、副長バンデイ中佐に對し十九日午前十時半宮中鳳凰の間において謁見仰せつけられた(記事おわり)
15. ↑  伊太利軍艦　横濱出港　青森へ向ふ[39](横濱二十九日同盟)去る十八日横濱入港、各方面と交歡を遂げた盟邦イタリー海の親善使クツコリー號は二十九日午後零時半抜錨次の寄港地青森に向つた(記事おわり)
16. ↑  伊太利軍艦ク號　仁川港に投錨　ザール司令官、南總督を訪問[41](京城十日同盟)イタリー極東艦隊モンテ・クツコリー號(一万トン)は九日夕刻仁川港に投錨したが、司令官アルベルト・ザール大佐は十日午前入港後総督府を正式訪問し南總督とい堅握手を交したのち更に軍司令部に中村軍司令官を訪問挨拶を交した、同大佐はそれより總督府官邸における南總督主催の午餐會に、夜は偕行社における中村軍司令官主催の晩餐會に臨み(記事おわり)
17. ↑  伊太利極東艦隊旗艦　ラ號横濱へ[43]【横濱二十九日同盟】友邦イタリー極東艦隊旗艦ライモンド・モンテクツコリー號（六九四一トン）は二十九日午後六時上海から横濱へ来訪した、乗組員は艦長ザーラ大佐以下四百三十名何れも去る四月中旬櫻の日本を訪れたばかりのことゝて『コンバンは』などと未だ忘れぬ日本語で愛嬌を振りまいて居た、今回の來訪では艦隊の修理のためその間乗組員は東京を中心に秋の日本をゆっくり觀光する（記事おわり）
18. ↑  別働隊の指揮官は第七巡洋戦隊を率いるアルベルト・ダ・ザラ（英語版、イタリア語版）提督で、軽巡エウジェニオ・ディ・サヴォイア (Eugenio di Savoia) に将旗を掲げていた。
19. ↑  同4日、ナポリにいた姉妹艦のムツィオ・アッテンドーロ (Muzio Attendolo) は空襲で撃沈された[12]。僚艦のエウジェニオ・ディ・サヴォイアは本艦と同様に大破した。
20. ↑  イタリア共和国が保有を許された巡洋艦は4隻（ルイージ・ディ・サヴォイア・ドゥカ・デリ・アブルッツィ、ジュゼッペ・ガリバルディ、ライモンド・モンテクッコリ、ルイージ・カドルナ）であった[6]。